# Ujejsce
Ujejsce (dawniej Ujeździec) – dawniej wieś, od roku 1977 północno-zachodnia dzielnica Dąbrowy Górniczej.

## Geografia
Dzielnica położona jest 9 km na płn.-wsch. od centrum miasta, zajmuje obszar 1577 ha i liczy ok. 2 tys. mieszkańców.
27 maja 1975 Ujejsce wraz z gminą Ząbkowice zostało przyłączone do miasta Ząbkowice, a 1 lutego 1977 wraz z nim do Dąbrowy Górniczej. Posiada własną parafię NMP Matki Kościoła.
Przez dzielnicę przebiega wschodnia obwodnica GOP. 
Po dawnych podziałach wsi pozostały stare nazwy, używane przez część mieszkańców do dziś: Dwór, Podedwór, Pasternik, Górki, Piaski, Morgi, Klemencin, Pilecko, Rowce, Podrowce, Zarowce, Granice, Buczyny (Podbuczyny), Podlesie, Dymniki, Dębina, Bagienko, Podbagienko.
We wschodniej części dzielnicy wznosi się Bukowa Góra (368 m n.p.m.), natomiast przez zachodnią część przepływa wśród łąk Trzebyczka (Wysiłka) (dopływ Czarnej Przemszy).

## Historia
W okresie międzywojennym Ujejsce należało do gminy Wojkowice Kościelne. Po II wojnie światowej przechodziły kolejno pod administrację gminy Wojkowice Kościelne (1945-1949), gminy Ząbkowice (1950-1954), gromady Ujejsce (1954–72), gminy Wojkowice Kościelne (1973-1975), miasta Ząbkowice (1975-1977) i wreszcie miasta Dąbrowy Górniczej od 1 lutego 1977

## Ulice

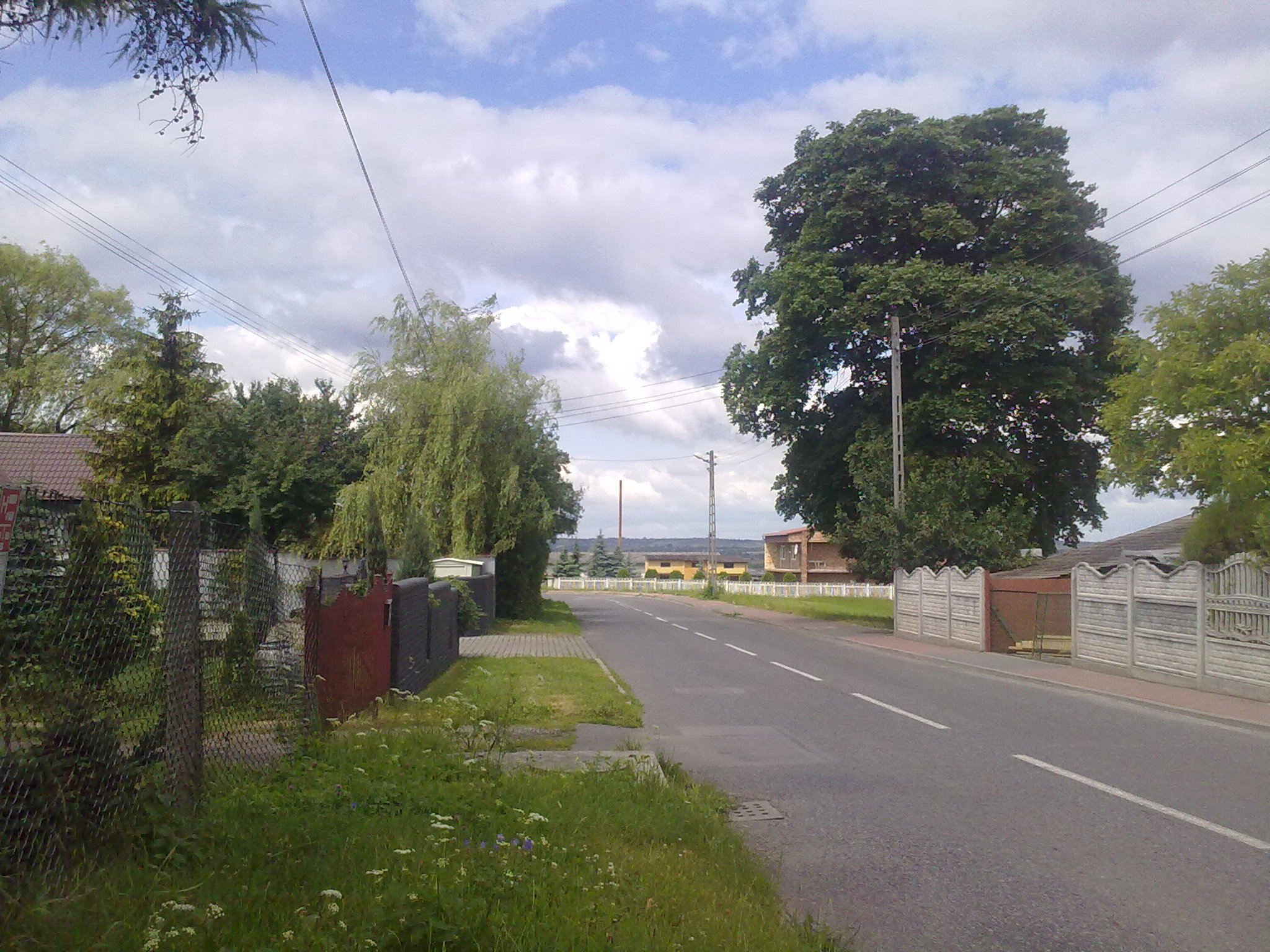
ul. Kryniczna w Ujejscu

| - 40-lecia - Broniewskiego, Władysława - Dobrawy - Dymniki - Gruszeckiego, A. - Handlowa - Karsowska | - Kryniczna - Kwiatowa - Mieszka I - Morgowa - Ogrodników - Olimpijska - Podbagienko | - Podbuczyny - Przełajowa - Traktowa - Ujejska - Wysoka - Wyzwolenia |